# Novo Virje
Novo Virje est un village et une municipalité située dans le comitat de Koprivnica-Križevci, en Croatie. Au recensement de 2001, la municipalité comptait 1 412 habitants, dont 99,65 % de Croates et la municipalité et le village étaient confondus.

## Localités
Novo Virje est la seule localité de la municipalité.